# Matitjahu
Matitjahu (hebrejsky מַתִּתְיָהוּ, doslova, podle biblické postavy kněze Matitjáše, například 1. kniha Makabejská 2,1 - „V těch dnech povstal Matitjáš, syn Jóchanana, syna Šimeónova. Byl knězem ze synů Jójaríbových z Jeruzaléma, ale bydlel v Módeínu“, v oficiálním přepisu do angličtiny Mattityahu, přepisováno též Matityahu) je vesnice typu mošav a izraelská osada na Západním břehu Jordánu v distriktu Judea a Samaří a v Oblastní radě Mate Binjamin.

## Geografie
Nachází se v nadmořské výšce 290 metrů v jihozápadní části Samařska, respektive v místech, kde Samařsko přechází do Judských hor. Jižně od obce probíhá v údolí vádí Nachal Modi'im.
Leží cca 3 kilometry severovýchodně od města Modi'in-Makabim-Re'ut, cca 25 kilometrů severozápadně od historického jádra Jeruzalému a cca 30 kilometrů jihovýchodně od centra Tel Avivu. Vesnice je na dopravní síť Západního břehu Jordánu napojena pomocí lokální silnice číslo 446, která zajišťuje propojení jednotlivých izraelských sídel v aglomeraci měst Modi'in Illit a Modi'in-Makabim-Re'ut, jejíž součástí Matitjahu je a souvisle navazuje na východní straně na město Modi'in Illit. Od Modi'in Illit se odlišuje spíš charakterem zástavby, protože si uchovává zbytky původního rozptýleného zemědělského typu osídlení (mošav).

## Dějiny
Dějiny obce Matitjahu jsou propojeny s dějinami sousedního města Modi'in Illit, jehož zástavba původně vznikala jako součást Matitjahu. Vesnice byla zřízena roku 1981. Už 19. dubna 1977 izraelská vláda souhlasila s výhledovým zřízením několika nových osad na Západním břehu Jordánu. Jednou z nich měla být osada nazývaná Choron Dalet (Horon Dalet) tedy Choron D, pro niž se odsouhlasila výstavba potřebné infrastruktury. 7. února 1979 vláda pěti hlasy ku dvěma nesouhlasným rozhodla přikročit k založení nové obce, nyní už nazývané Matitjahu.
Přesné umístění osady prý vzniklo náhodou. V roce 1979 vzal vysoký důstojník izraelské armády svého syna na procházku do těchto míst. Během výletu si syn povšiml, že odtud je vidět ranvej mezinárodního letiště u Tel Avivu. Jeho otec pak o strategickém významu této lokality informoval své nadřízené a armáda tu pak (ještě před příchodem trvalých obyvatel) zřídila malou osadu typu Nachal (kombinace vojenského a civilního osídlení). 17. června 1981 vláda rozhodla, že osadu Matitjahu rozšíří tak, aby se v ní mohla usídlit skupina aktivistů ze sdružení Or Sameach. Podrobný územní plán umožňoval výhledovou výstavbu 111 bytových jednotek (později aktualizován a navýšen na kapacitu 283 bytů a průmyslovou zónu). Skupinu prvních osadníků tvořili zejména židovští přistěhovalci z USA, kteří do Izraele přišli v roce 1979 a zpočátku se usadili v osadě Mevo Choron.
Od 90. let 20. století probíhá východně a severovýchodně od osady výstavba města Modi'in Illit. Jeho některé části byly zpočátku řešeny jako čtvrti obce Matitjahu (Matitjahu Cafon - Matitjahu Tzafon neboli dnešní Achuzat Brachfeld). V průmyslové zóně v Matitjahu umístěné západně od vlastní osady funguje továrna na výrobu cementu a několik dalších firem, role zemědělství na ekonomice osady je nyní již malá (v minulosti chov drůbeže, pěstování vinné révy). V obci fungují předškolská zařízení pro děti. Základní školství je zajištěno v sousedním Modi'in Illit. V Matitjahu je synagoga, která byla na jaře 2008 rozšířena. Obchody, pošta a zdravotní péče je zajištěna v Modi'in Illit. Dále tu působí ješiva Gedola Matisjahu. Další ješiva Ma'arava Machon Rubin se nachází v západní části obce (u průmyslové zóny). Nabízí náboženské vzdělání kombinované se sekulárními znalostmi.
Počátkem 21. století byla obec spolu s celým blokem okolo Modi'in Illit zahrnuta do Izraelské bezpečnostní bariéry. Tuto oblast si Izrael hodlá podržet i po případné mírové smlouvě s Palestinci.

## Demografie
Obyvatelstvo Matitjahu je v databázi rady Ješa popisováno jako nábožensky založené. Internetové stránky obce pak popisují složení obyvatelstva jako mix mezi ortodoxním a ultraortodoxním judaismem. Mezi obyvateli převažují anglicky mluvící přistěhovalci z USA. Počet obyvatel obce zaznamenal v minulosti výkyv vysoko nad 4000 obyvatel, což ale souviselo s rozmachem zástavby na ploše, která je nyní pod správou města Modi'in Illit. Do správních hranic osady byly ještě k roku 2008 patrně nadále počítány některé městské obvody sousedního Modi'in Illit, třebaže samotný mošav udával svou populaci na pouhých 83 rodin Existují ale plány rozšířit obec o dalších 250 rodin, čímž by se z ní stalo sídlo výrazně městského typu.
Podle údajů z roku 2014 tvořili naprostou většinu obyvatel Židé (včetně statistické kategorie "ostatní", která zahrnuje nearabské obyvatele židovského původu ale bez formální příslušnosti k židovskému náboženství). Jde o menší obec vesnického typu s dlouhodobě kolísající populací, což je patrně zčásti ovlivněno změnami administrativních hranic. K 31. prosinci 2014 zde žilo 663 lidí. Během roku 2014 registrovaná populace stoupla o 9,2 %.
| Rok            | 1983 | 1988 | 1989 | 1990 | 1991 | 1992 | 1993 | 1994  | 1995  | 1998  | 1999  | 2000  |
| -------------- | ---- | ---- | ---- | ---- | ---- | ---- | ---- | ----- | ----- | ----- | ----- | ----- |
| Počet obyvatel | 85   | 215  | 227  | 218  | 195  | 187  | 245  | 2 380 | 4 440 | 1 560 | 1 410 | 1 380 |

| Rok            | 2001  | 2002  | 2003  | 2004  | 2005  | 2006  | 2007  | 2008  | 2009 | 2010 | 2011 | 2012 | 2013 | 2014 |
| -------------- | ----- | ----- | ----- | ----- | ----- | ----- | ----- | ----- | ---- | ---- | ---- | ---- | ---- | ---- |
| Počet obyvatel | 1 370 | 1 380 | 1 365 | 1 347 | 1 353 | 1 355 | 1 371 | 1 382 | 457  | 465  | 482  | 568  | 607  | 663  |